# Verteidigung (Roman)
Verteidigung (Originaltitel: The Litigators) ist ein Roman des US-amerikanischen Autors John Grisham, der 2011 bei Doubleday, New York veröffentlicht wurde. Die deutsche Übersetzung von Kristiana Dorn-Ruhl, Bea Reiter und Imke Walsh-Araya erschien 2012 bei Heyne, München.

## Handlung
Der junge Anwalt David Zinc hat seine Arbeit bei der renommierten Chicagoer Anwaltskanzlei Rogan Rothberg satt. Er wird zwar gut bezahlt, muss dafür aber auch oft 80 Stunden pro Woche arbeiten und steht immer unter enormem Stress. Eines Morgens erleidet er einen Nervenzusammenbruch und kündigt kurzentschlossen. Durch Zufall landet er kurz darauf in der kleinen, erfolglosen Anwaltskanzlei „Finley & Figg“ und wird schließlich von den Eigentümern Oscar Finley und Wally Figg angestellt.
Wally, stets auf der Suche nach einem großen Fall, mit dem er ein Vermögen verdienen kann, erfährt von dem Cholesterinsenker Krayoxx, das angeblich die Herzklappen schwächt und zu Herzinfarkten führen kann. Er wittert seine große Chance und wirbt aggressiv um Klienten, von denen ein Familienmitglied Krayoxx genommen hat und später an einem Herzinfarkt verstorben ist. Ohne sich wirklich vorbereitet zu haben, reicht er Klage gegen das Pharmaunternehmen Varrick Labs ein, das Krayoxx herstellt. Um die hohen Prozesskosten stemmen zu können, trifft er eine Verabredung mit dem Star-Anwalt Jerry Alisandros, der auf Sammelklagen gegen Großunternehmen spezialisiert ist: Gegen einen Anteil am Gewinn unterstützt dieser Finnley und Figg bei ihrer Klage.
Versuche von Alisandros und Wally, Wallys Klagen mit anderen Krayoxx Prozessen zu einer Sammelklage zu bündeln, scheitern. Varrick Labs ist überzeugt, dass ihr Medikament unbedenklich ist, und die Klagen unbegründet sind. Sie wollen den Prozess zu gewinnen, um allen anderen Klagen den Wind aus den Segeln zu nehmen. Um den Prozess auszufechten, engagiert Varrick Labs Davids ehemalige Arbeitsstelle: die Kanzlei Rogan Rothberg. Das Team um Rogan Rothbergs Star-Anwältin Nadine Karros sorgt dafür, dass der Prozess bezüglich den Tod von Percy Klopek – einer von Wallys Fällen – im Eilverfahren abläuft.
In der Zwischenzeit übernimmt David die myanmarische Einwandererfamilie Khaing als Klienten. Thuya, der Sohn der Khaings, leidet an einem Hirnschaden aufgrund einer Bleivergiftung. Ursache für die Vergiftung war ein Satz Vampirzähne aus Plastik, welche mit bleiversetzter Farbe bestrichen ist. Zunächst kann David aber nicht Klage einreichen, da die Khaings die Verpackung der Vampirzähne – „Nasty Teeth“ – nicht aufgehoben haben und nicht mehr wissen, wer der Hersteller ist.
Durch die Khaings bekommt David noch mehr Klienten. Für eine Gruppe Bauarbeiter, denen ihr Arbeitgeber ihren Lohn vorenthält, erstreitet er 30000 Dollar pro Person.
Die von Alisandros beauftragten Sachverständigen, die eigentlich nachweisen sollten, dass Krayoxx Schuld an dem Tod von seinen und Wallys Klienten ist, stellen fest, dass es mit Krayoxx keine Probleme gibt. Ihre Klagen haben dadurch keine Aussicht auf Erfolg. Alisandros zieht sich daraufhin zurück und lässt Wally und Co auf sich alleine gestellt zurück. Da Finley und Figg eine Klage wegen missbräuchlichem Einreichen einer Klage droht, und sie damit die Anwaltskosten von Varrick Labs in Höhe von mehreren Millionen Dollar übernehmen müssten, bleibt ihnen nichts übrig, als den Prozess durchzuziehen. Allerdings müssen sie dafür trotzdem um die 100000 Dollar für Sachverständige ausgeben, die vor Gericht aussagen sollen.
Nachdem dann auch noch Oscar einen Herzinfarkt erleidet, und der trockene Alkoholiker Wally wegen dem Stress einen Rückfall hat, muss schließlich der unerfahrene David vor den Geschworenen den Fall vertreten. Der Prozess ist zunächst ein absolutes Desaster: Die Witwe des Verstorbenen Percy Klopek weigert sich, vor Gericht zu erscheinen und auszusagen, der Kardiologe Borsow, den sie angeheuert haben um auszusagen, dass Krayoxx an dem Tod des Klienten Schuld ist, spricht nur gebrochen Englisch und ist offensichtlich ein Quacksalber, der für Geld alles sagt. Nachdem Borsov von Varricks Anwältin Karros im Zeugenstand zerpflückt wird, ergreift ein weiterer von Davids Zeugen die Flucht und weigert sich, auszusagen. Zum Ende des Krayoxx Prozesses gelingt David aber doch noch ein kleiner moralischer Sieg: Als einer von Varricks Zeugen aussagt, dass Varrick Labs strikte Vorkehrungen trifft, um sicherzugehen, dass die Medikamente sicher sind, konfrontiert David diesen mit älteren Fällen, in denen es starke Nebenwirkungen und Tote gegeben hat, und klinische Studien unethisch durchgeführt wurden. Dennoch entscheiden sich die Geschworenen gegen ihn, und er verliert den Fall erwartungsgemäß.
Neben der Niederlage im Krayoxx Prozess hat David aber auch einen Durchbruch im Nasty-Teeth-Fall: Bei einem routinemäßigen Check in einer Spielzeugabteilung findet er endlich Nasty Teeth in der Originalverpackung, wodurch er den Hersteller herausfinden, und Klage einreichen kann. Bei Verhandlungen zu einem Vergleich mit der verantwortlichen Spiele-Firma Sonesta Games erstreitet David schließlich 5 Millionen Dollar für die Familie Khaing und 1,5 Millionen Dollar Honorar für sich selbst.
Mit dem Geld aus dem Sonesta Fall kann David die Schulden der Kanzlei Finley und Figg tilgen. Im Gegenzug wird er zu einem gleichberechtigten Partner der Kanzlei und setzt durch, dass die Kanzlei in Zukunft seriöser auftritt. Einige Zeit später eröffnet David eine eigene Kanzlei, die sich auf Produkthaftung spezialisiert. Oscar geht in Rente, und auch Wally gibt die Justiz auf. Thuya Kaing stirbt schließlich wegen seines Hirnschadens. Die anderen Kanzleien, die ihre Krayoxx-Fälle aufgegeben haben, müssen hohe Schadensersatzsummen wegen unberechtigt eingereichten Klagen zahlen.

## Kritik
Alison Allan von Guardian schreibt, der neue Grisham mit allen Zutaten einer klassischen David-Goliath-Geschichte, sei keine Standardgeschichte im Stil von Erin Brockovich. In The Litigators zeige sich neben all seinen [Grishams] üblichen Qualitäten als Meister spannender Geschichten, dass er ebenso auf dem Feld des Humors zu Hause ist. „Anstatt einer Geschichte mit David auf einem Kreuzzug für das Heil eines fünfjährigen Burmesen, der sich in einem durch Vergiftung verursachten Koma befindet, gibt es einen dicken Strang von raffiniertem, schwarzem Humor, der sich durch den ganzen Roman zieht, vor allem dank der großartig widerwärtigen, wundervoll charismatischen Finley and Figg.“